# Lycopodium
Ulvefod (Lycopodium) er en af flere slægter i Ulvefod-familien (Lycopodiaceae). Ulvefod hører til blandt de mest primitive af alle Karplanter og formerer sig ved sporer. De er jordboende eller epifyttiske. Slægten har i alt ca. 200 arter hvoraf ca. 40 er udbredt over store dele af verdenen i tempereret til tropisk klima – i troperne forekommer de dog i bjergegne.
Den sporebærende plante er regelmæssigt forgrenet, og den består af en krybende jordstængel med trævlerødder og en overjordisk del med talrige, tætsiddende og spiralstillede, bittesmå blade der nærmest kan ligne visse typer mos eller har en en overfladisk lighed med planten Revling (men ulvefod er ikke beslægtet med nogen af disse). Sporer dannes på blade samlet i kølleformede strobili, og der, hvor de spirer, dannes der enten en tvekønnet, masse med fotosyntese eller nogle underjordiske, forgrenede organer, som opsøger symbiose med en svamp. På disse over- eller underjordiske organer dannes der ægceller og fritsvømmende sædceller. Efter befrugtning dannes den sporebærende generation.
Adskiller sig fra Huperzia ved de føromtalte strobili, de lange krybende jordstængler og er generelt mere spinkel end Huperzia.
Pr. 2016 er slægten delt op i flere, herunder Spinulum, hvortil regnes fremradet ulvefod, der således hedder Spinulum annotium.

| Arter i Danmark |

- Almindelig ulvefod (Lycopodium clavatum)
- Femradet ulvefod (Lycopodium annotinum)

## kilder
1. ↑  Hassler, Michael & Schmitt, Bernd (november 2019), "Spinulum", Checklist of Ferns and Lycophytes of the World, 8.11, arkiveret fra originalen 2. september 2017, hentet 2019-12-09
2. ↑  PPG I (2016). "A community-derived classification for extant lycophytes and ferns". Journal of Systematics and Evolution. 54 (6): 563-603. doi:10.1111/jse.12229.

| Portal | Portal:Botanik |

| Botanik | Spire Denne botanikartikel er en spire som bør udbygges. Du er velkommen til at hjælpe Wikipedia ved at udvide den. |